# ارونی (آلاباما)
ارونی (به انگلیسی: Aroney) یک منطقهٔ مسکونی در ایالات متحده آمریکا است که در شهرستان دیکلب، آلاباما واقع شده‌است. ارونی ۳۳۵ متر بالاتر از سطح دریا واقع شده‌است.